# Operace Vegetarian
Operace Vegetarian byla plánovaná, avšak nikdy neuskutečněná vojenská operace druhé světové války. V důsledku hrozícího nebezpečí invaze vojsk nacistického Německa plánovali zástupci Velké Británie preventivní útok za pomoci biologických zbraní. Následky operace by byly s největší pravděpodobností katastrofální; o život by přišly desítky milionů lidí.

## Pozadí
Na přelomu května a června 1940 byly v bitvě u Dunkerque spojenecké jednotky Francie, Belgie a Velké Británie obklíčeny německou armádou. Jedinou možností úniku byla řízená evakuace po moři, která dostala jméno Operace Dynamo. Více než 300 000 spojeneckých vojáků se podařilo zachránit, ale v podstatě veškerá těžká technika britské armády padla do rukou Němcům. V důsledku těchto masivních ztrát bylo zřejmé, že by Britové nedokázali čelit hrozící invazi. Pouze skutečnost, že dosud nedokázali získat převahu ve vzdušném prostoru, bránila Němcům ve vylodění na britských ostrovech.

## Příprava a možné důsledky
Koncem roku 1942 začalo britské velení chystat preventivní protiúder, který by zamezil vpádu nepřátelských vojsk. Z několika navržených variant byla vybrána Operace Vegetarian, která počítala s použitím biologických zbraní. Přípravou byl pověřen Paul Fildes, ředitel oddělení vývoje biologických zbraní v Porton Down. Jeho nápadem bylo použití granulátů doplňkové stravy skotu, tzv. cattle-cakes, které měly být obohaceny o spory extrémně virulentního kmene antraxu a shazovány z letadel nad pastvinami v Německu. Dobytek by působením nákazy uhynul již po několika hodinách. Bakterie by se poté nekontrolovaně šířily dále a veškeré zásobování vojenských jednotek by bylo ve velmi krátkém čase zcela eliminováno.
Vlastní aplikace spor do granulátu byla relativně jednoduchá a levná. Jednotlivé granule krmiva o délce 2,5 cm byly rozříznuty napůl, slepeny mýdlovou vložkou, do níž byly pomocí injekční střikačky vpraveny spory antraxu. Pracovnice kosmetické firmy J&E Atkinson zvládly vyrobit 250 000 vzorků za jeden pracovní týden. Cena se pohybovala v rozmezí 12-15 šilinků za 1000 vzorků. Celkem mělo být vyrobeno pět milionů dávek.

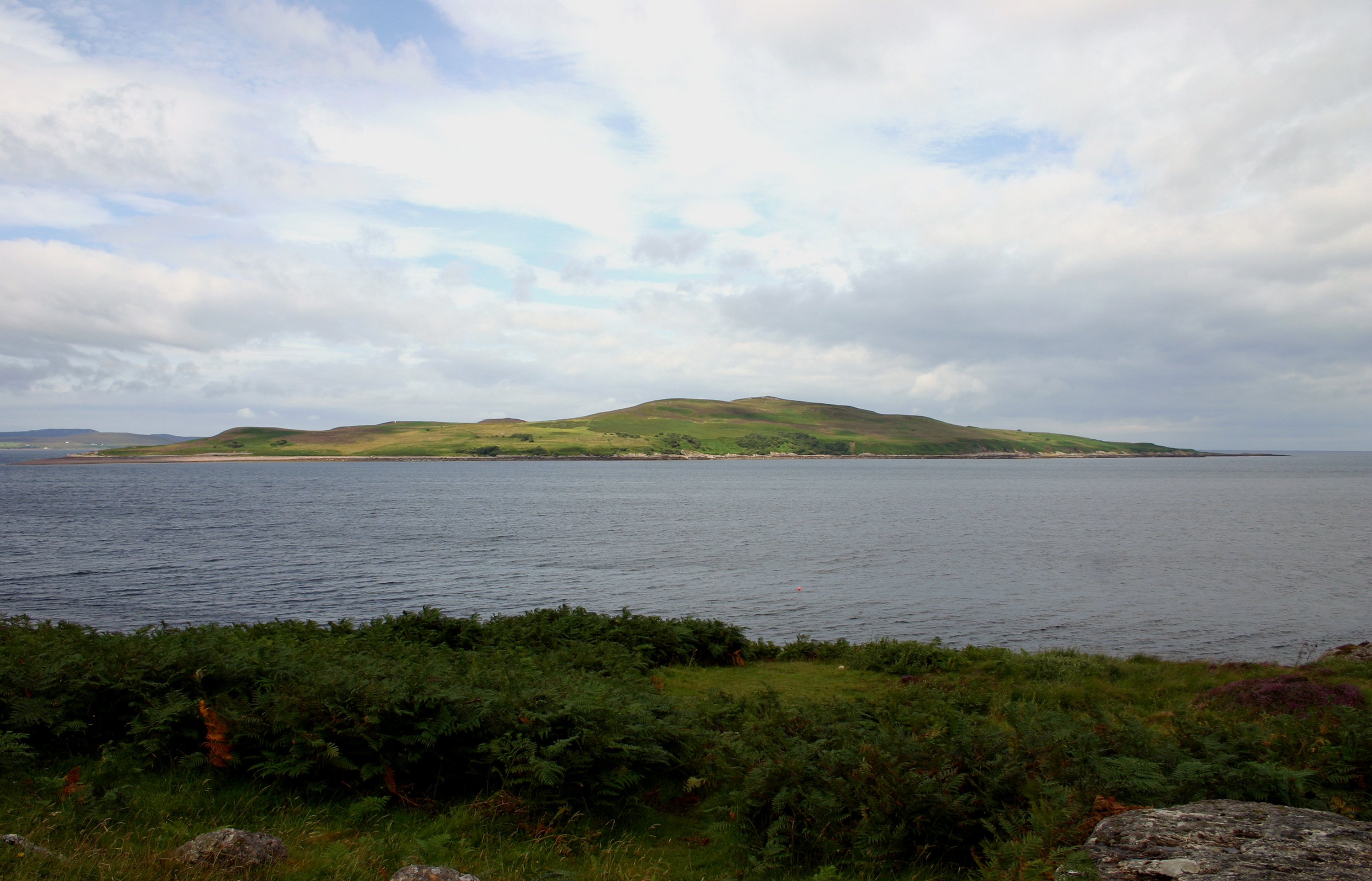
Skotský ostrov Gruinard

Ještě před spuštěním operace byly prováděny experimenty na skotském ostrově Gruinard, při nichž se zjistilo, že spory antraxu v zamořené půdě zůstávají a mohou tam přežít i desítky let. Těla mrtvých ovcí, které byly k pokusům používány, byla poté pálena ve speciálních pecích. Jedna mrtvá ovce omylem spadla do moře a její tělo bylo vyplaveno na skotském pobřeží. Nákaza se rychle šířila; od toulavého psa, který pozřel maso vyplavené ovce, se nakazilo několik desítek dalších zvířat. Situaci se povedlo dostat pod kontrolu až po několika týdnech.
Na základě těchto zjištění a faktu, že situace na bojištích začíná být pro nacistické Německo nepříznivá, byla operace na jaře roku 1944 odvolána. Její případné následky by byly mnohem horší než bylo původně předpokládáno. O život by přišly desítky milionů lidí a zasažené území by bylo neobyvatelné po desítky let.
Ostrov Gruinard byl po provedených pokusech uzavřen. V roce 1986 byl proveden postřik jeho území z letadel. Použito bylo 280 tun formaldehydu, zředěného dvěma tisíci tunami mořské vody, kontaminovaná půda byla na některých místech odtěžena a uzavřena do neprodyšných kontejnerů. V roce 1990 byl ostrov oficiálně uznán jako vyčištěný a zpřístupněn veřejnosti.